# حكومة رامي الحمد الله الثالثة
حكومة الوفاق الوطني الفلسطيني أو الحكومة الفلسطينية السابعة عشر هي أول حكومة وفاق وطني فلسطيني منذ 2007، تشكلت الحكومة في 2 يونيو 2014، بعد مشاورات مع كافة الفصائل الفلسطينية، ويرأس الحكومة رامي حمد الله، بعد تكليفه بذلك في 29 مايو 2014، وقد أدى وزراء الحكومة ال17 اليمين الدستورية أمام الرئيس الفلسطيني محمود عباس في مقر المقاطعة برام الله، وتأتي هذه الحكومة بعد 7 سنوات من الانقسام الفلسطيني، وبعد فشل عدة محاولات لرأب الصدع بين الفصائل الفلسطينية.
اجتمعت الحكومة بحضور رئيس الوزراء رامي الحمد الله في غزة يوم 9 أكتوبر 2014 لأول مرة بعد تشكيلها أي بعد نحو أربعة شهور. واقتصرت الزيارة التي انتهت صباح اليوم التالي على تفقد الدمار الهائل الذي خلفته الحرب الأخيرة على القطاع والاجتماع بنائب رئيس المكتب السياسي لحركة «حماس» إسماعيل هنية وعدد من قادة الفصائل والشخصيات المستقلة والمؤسسات. وقاطعت حركة فتح في غزة زيارة الحكومة احتجاجًا على «تجاهل الحكومة بشكلٍ كاملٍ قيادة حركة فتح في غزة، وقراراتها التعسفية» المتواصلة «ضد موظفي السلطة الوطنية المدنيين والعسكريين في القطاع».

## تشكيلة الحكومة

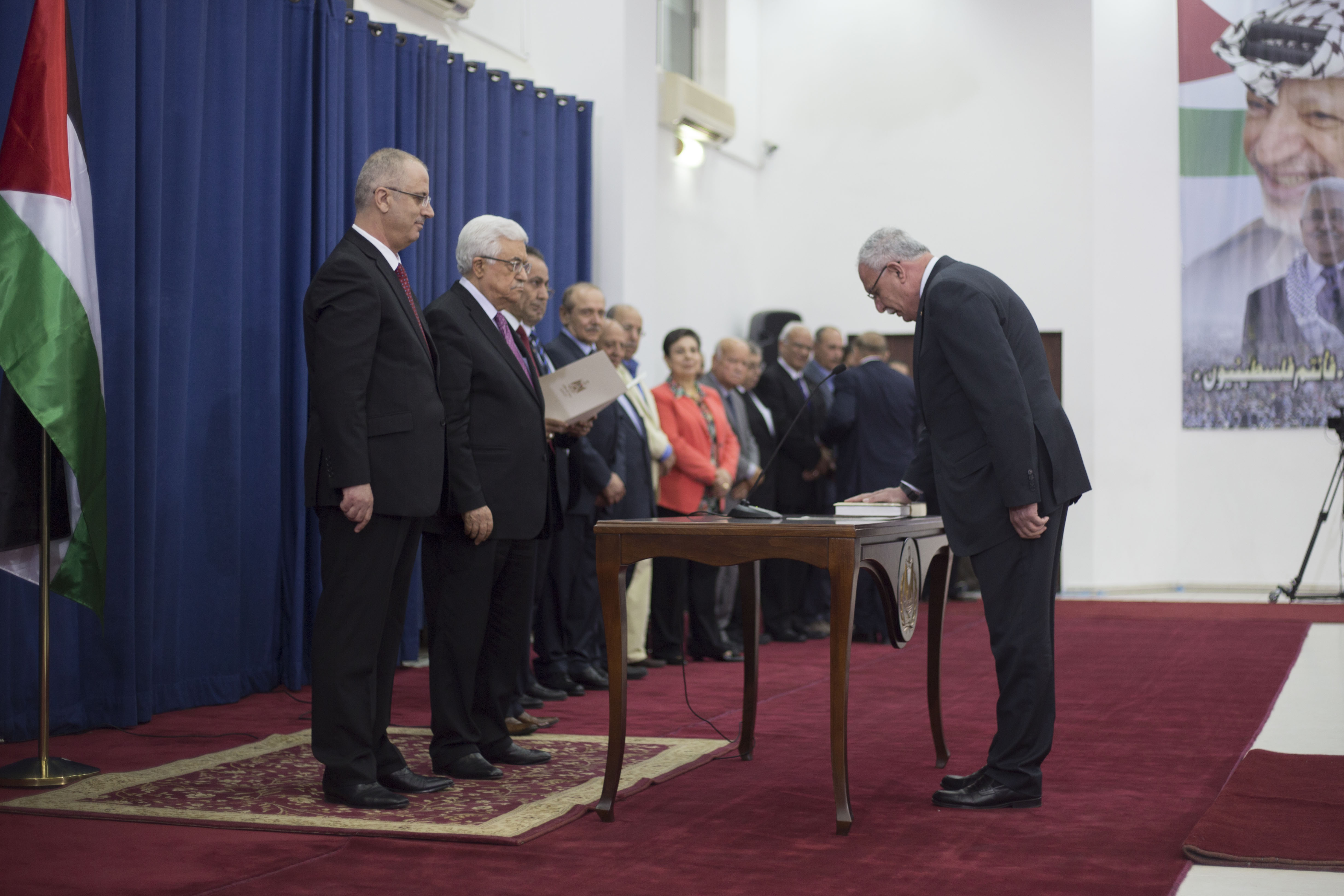
رياض المالكي يؤدي اليمين في مقر المقاطعة برام الله وزيرًا للخارجية الفلسطينية بحكومة الوفاق الوطني الفلسطيني

عُدلت تشكيلة الحكومة السابعة عشر ثلاث مرات، الأولى في يوليو 2015، بتعديل مناصب وزراء التربية والتعليم العالي، والزراعة، والحكم المحلي، والاقتصاد الوطني، والنقل والمواصلات. والثانية في ديسمبر 2015، بتعديل وزراء العدل، والثقافة، والتنمية الاجتماعية. أما الأخيرة فكانت في أغسطس 2018، بتعيين وزير للإعلام ونائب لرئيس الوزراء.
| ت  | الحقيبة الوزارية                       | الاسم                                          | الاسم                                   | الاسم                                   | الاسم                                   |
| ت  | الحقيبة الوزارية                       | الأساس                                         | تعديل يوليو 2015                        | تعديل ديسمبر 2015                       | تعديل أغسطس 2018                        |
| -- | -------------------------------------- | ---------------------------------------------- | --------------------------------------- | --------------------------------------- | --------------------------------------- |
| 1  | رئيس وزراء دولة فلسطين وزير الداخلية   | رامي وليد كامل حمد الله                        | رامي وليد كامل حمد الله                 | رامي وليد كامل حمد الله                 | رامي وليد كامل حمد الله                 |
|    | نائب رئيس الوزراء                      | زياد محمود حسين أبو عمرو                       | زياد محمود حسين أبو عمرو                | زياد محمود حسين أبو عمرو                | زياد محمود حسين أبو عمرو                |
| 2  | وزير الثقافة                           | زياد محمود حسين أبو عمرو                       | زياد محمود حسين أبو عمرو                | إيهاب ياسر عارف بسيسو                   | إيهاب ياسر عارف بسيسو                   |
|    | نائب رئيس الوزراء                      | محمد عبد الله محمد مصطفىاستقال في 31 مارس 2015 | شغور المنصب                             | شغور المنصب                             | شغور المنصب                             |
| 3  | وزير الاقتصاد الوطني                   | محمد عبد الله محمد مصطفىاستقال في 31 مارس 2015 | عبير ميخائيل بطرس عودة                  | عبير ميخائيل بطرس عودة                  | عبير ميخائيل بطرس عودة                  |
| 4  | وزير المالية وشؤون التخطيط             | شُكري أسعد شكري بشارة                           | شُكري أسعد شكري بشارة                    | شُكري أسعد شكري بشارة                    | شُكري أسعد شكري بشارة                    |
| 5  | وزير الشؤون الخارجية                   | رياض نجيب عبد الرحمن المالكي                   | رياض نجيب عبد الرحمن المالكي            | رياض نجيب عبد الرحمن المالكي            | رياض نجيب عبد الرحمن المالكي            |
| 6  | وزير العدل                             | سليم مصطفى سليم السقا                          | سليم مصطفى سليم السقا                   | علي محمود عبد الله أبو دياك             | علي محمود عبد الله أبو دياك             |
| 7  | وزير شؤون القدس                        | عدنان غالب جواد الحسيني                        | عدنان غالب جواد الحسيني                 | عدنان غالب جواد الحسيني                 | عدنان غالب جواد الحسيني                 |
| 8  | وزيرة السياحة والآثار                  | رولا نبيل جبران معايعة                         | رولا نبيل جبران معايعة                  | رولا نبيل جبران معايعة                  | رولا نبيل جبران معايعة                  |
| 9  | وزير الصحة                             | جواد محمد قطيش عواد                            | جواد محمد قطيش عواد                     | جواد محمد قطيش عواد                     | جواد محمد قطيش عواد                     |
| 10 | وزيرة التربية والتعليم والتعليم العالي | خولة راغب عبد الحي الشخشير                     | صبري ممدوح صبري صيدم                    | صبري ممدوح صبري صيدم                    | صبري ممدوح صبري صيدم                    |
| 11 | وزير الاتصالات وتكنولوجيا المعلومات    | علام سعيد أنيس موسى                            | علام سعيد أنيس موسى                     | علام سعيد أنيس موسى                     | علام سعيد أنيس موسى                     |
| 12 | وزير النقل والمواصلات                  | علام سعيد أنيس موسى                            | سميح روحي عفيف طبيلة                    | سميح روحي عفيف طبيلة                    | سميح روحي عفيف طبيلة                    |
| 13 | وزير الأشغال العامة والإسكان           | مفيد محمد سليم الحساينة                        | مفيد محمد سليم الحساينة                 | مفيد محمد سليم الحساينة                 | مفيد محمد سليم الحساينة                 |
| 14 | وزير الزراعة                           | شوقي عبد المجيد أحمد العيسة                    | سفيان عبد الرحمن شُكري سلطان             | سفيان عبد الرحمن شُكري سلطان             | سفيان عبد الرحمن شُكري سلطان             |
| 15 | وزير الشؤون الاجتماعية                 | شوقي عبد المجيد أحمد العيسة                    | شوقي عبد المجيد أحمد العيسة             | إبراهيم محمود رشيد الشاعر               | إبراهيم محمود رشيد الشاعر               |
| 16 | وزيرة شؤون المرأة                      | هيفاء فهمي حافظ الآغا                          | هيفاء فهمي حافظ الآغا                   | هيفاء فهمي حافظ الآغا                   | هيفاء فهمي حافظ الآغا                   |
| 17 | وزير العمل                             | مأمون عبد الهادي حسن أبو شهلا                  | مأمون عبد الهادي حسن أبو شهلا           | مأمون عبد الهادي حسن أبو شهلا           | مأمون عبد الهادي حسن أبو شهلا           |
| 18 | وزير الحكم المحلي                      | نايف سمور سليم أبو خلف                         | حسين عبد الله حسين ربايعة (حسين الأعرج) | حسين عبد الله حسين ربايعة (حسين الأعرج) | حسين عبد الله حسين ربايعة (حسين الأعرج) |
| 19 | وزير الأوقاف والشؤون الدينية           | يوسف إدعيس إسماعيل الشيخ                       | يوسف إدعيس إسماعيل الشيخ                | يوسف إدعيس إسماعيل الشيخ                | يوسف إدعيس إسماعيل الشيخ                |
| 20 | وزير الإعلام                           | لا أحد                                         | لا أحد                                  | لا أحد                                  | نبيل جورج عودة أبو ردينة                |
| /  | أمين عام مجلس الوزراء                  | علي محمود عبد الله أبو دياك                    | علي محمود عبد الله أبو دياك             | صلاح عليان                              | صلاح عليان                              |
| /  | المتحدث باسم الحكومة                   | إيهاب ياسر عارف بسيسو                          | إيهاب ياسر عارف بسيسو                   | يوسف المحمود                            | يوسف المحمود                            |

## تحديات
تواجه الحكومة الفلسطينية الجديدة تحديات كثيرة، ومن أبرزها:
- القبول الدولي والأوروبي لها؛ حيث رحبت بعض الدول بتشكيل الحكومة، فيما رفضت إسرائيل تشكيل الحكومة، وناشدت المجتمع الدولي برفض الحكومة الجديدة. ويُعتبر التأييد الأوروبي للحكومة مهماً جداً؛ حيث يدعم الاتحاد الأوروبي السلطة الفلسطينية بأكثر من 500 مليون يورو سنوياً، ضمن برنامج مساعدة الفلسطينيين (بيغاس).[16]
- فك حصار غزة، والمفروض منذ يوليو 2007[17]، عقب سيطرة حركة حماس على قطاع غزة، ويعاني سكان قطاع غزة منذ فرض الحصار من أوضاع اقتصادية صعبة[18]، وتدني كبير في مستوى الدخل[19]، وارتفاع نسبة البطالة.[20] خاصةً بعد إغلاق معبر رفح البري، والأنفاق الحدودية مع مصر، وإغلاق إسرائيل للمعابر التجارية مع القطاع.
- الملف الأمني الداخلي: حيث أن الأجهزة الأمنية الفلسطينية حالياً تتبع لفصائل معينة، ويُتوقع أن تبقى الأجهزة الأمنية كما هي حتى إجراء انتخابات الرئاسة والمجلس التشريعي.[21] عدا قوات حرس الرئيس، والتي ستكون موجودة للإشراف على معبر رفح البري.[22]
- العراقيل الإسرائيلية: مثل منع الوزراء من التنقل بحرية، والاستيطان، وسعي الحكومة الإسرائيلية لمنع الاعتراف بهذه الحكومة دولياً.

## ردود أفعال
- إسرائيل: رفض رئيس الوزراء الإسرائيلي بنيامين نتنياهو تشكيل الحكومة الفلسطينية، ودعا المجتمع الدولي لعدم الاعتراف بها.[23]
- حركة حماس: رحبت حركة حماس بتشكيل الحكومة، واعتبرتها حكومة الشعب.[24]
- حركة فتح: رحبت حركة فتح بالحكومة الجديدة، ودعت لتطبيق برنامج المصالحة كما هو.[25]

## خلافات الحكومة

### وزارة الأسرى
رفض الرئيس الفلسطيني محمود عباس وجود وزارة خاصة بالأسرى والمحررين، واقترح استبدالها بهيئة مستقله لإدارة شؤون الأسرى، في حين رفضت حماس المقترح، وشددت على أهمية وجود وزارة خاصة بشؤون الأسرى والمحررين. وانتهى الخلاف بعدم وجود هذه الوزارة. تم إنشاء هيئة شؤون الأسرى والمحررين في 29 مايو 2014.

### وزارة الخارجية
نشب خلاف بين حركتي فتح وحماس بخصوص شغل منصب وزارة الخارجية، في حين ترفض كل من الحركتين تعيين رياض المالكي وزيراً للخارجية، إلا أن الرئيس الفلسطيني محمود عباس أصر على تعيينه وزيراً للخارجية، كونه سياسياً مخضرماً. وقد أخّر هذا الخلاف موعد إعلان تشكيل الحكومة. وانتهى بالموافقة على تعيين المالكي وزيراً للخارجية.